# George Indre
George F. Indre (n. 18 octombrie 1868, Vezendiu – d. 8 ianuarie 1949, Vezendiu) a fost un deputat în Marea Adunare Națională de la Alba Iulia, organismul legislativ reprezentativ al „tuturor românilor din Transilvania, Banat și Țara Ungurească”, cel care a adoptat hotărârea privind Unirea Transilvaniei cu România, la 1 decembrie 1918.:p. 274

## Biografie
George Indre s-a născut în localitatea Vezendiu, la 18 octombrie 1868. George Indre a fost primar al comunei Vezendiu înainte și după 1918, unde a și decedat în anul 1949, la data de 8 ianuarie.:p. 274

## Activitate politică
A fost delegat al cercului electoral Careii Mari la Marea Adunare Națională de la Alba Iulia din 18 noiembrie/ 1 decembrie 1918.